# Der Klassiker

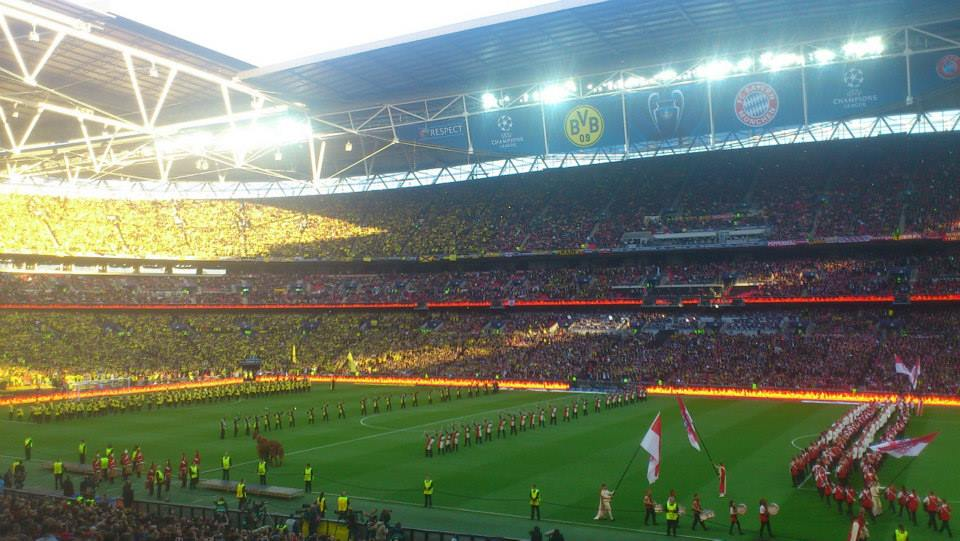
Zahajovací ceremoniál utkání finále Ligy Mistrů z roku 2013.

Der Klassiker (či německé Clásico) je název pro fotbalové utkání mezi dvěma historicky nejúspěšnějšími německými kluby FC Bayernem Mnichov a Borussií Dortmund. Oba dva týmy se mezi sebou utkávají v německé lize, německém poháru, německém Superpoháru, či v některé z evropských soutěží (např. v Lize Mistrů UEFA). Ačkoliv se jedná o neprestižnější utkání v Německu, jeho označení „Clásico“ bývá často zpochybňováno, z důvodu malé historické rivality mezi oběma kluby (na rozdíl např. od Revierderby mezi Dortmundem a FC Schalke 04).

## Historie
První vzájemné utkání se hrálo 16. října 1965, ve kterém zvítězil hostující Dortmund 2:0. 27. listopadu 1971 porazil Bayern Dortmund 11:1. Jedná se tak o nejvyšší výhru Bayernu v Bundeslize, o druhou nejvyšší prohru Dortmundu v historii a zároveň o nejvyšší výsledek v tomto derby. Naopak nejvyšší výhra Dortmundu proti Bayernu je v utkání ze dne 6. března 1967, ve kterém Dortmund vyhrál 4:0.
Rivalita mezi oběma mužstvy začala narůstat od poloviny 90. let 20. století, kdy Borussia opakovaně připravovala Bayern o titul v Bundeslize. Stalo se tak v sezónách 1994/95, 1995/96, 2001/02, 2010/11 a 2011/12.
Původně se derby hrálo nepřetržitě od sezóny 1965/66 až do sezóny 1971/72. V sezóně 1971/72 se Dortmund umístil na 17. pozici a vypadl z nejvyšší německé ligy. Do ní se vrátil až v sezóny 1976/77 a od této sezóny se derby znovu hraje nepřetržitě.

## Statistiky utkání
Ke dni 1. dubna 2023
| Soutěž                    | Odehráno zápasů | Výhry Bayernu | Remízy | Výhry Dortmundu | Branky Bayernu | Branky Dortmundu |
| ------------------------- | --------------- | ------------- | ------ | --------------- | -------------- | ---------------- |
| Bundesliga                | 108             | 53            | 30     | 25              | 219            | 133              |
| DFL-Pokal                 | 11              | 6             | 3      | 2               | 20             | 13               |
| DFL-Ligapokal             | 2               | 2             | 0      | 0               | 3              | 0                |
| DFB-Supercup/DFL-Supercup | 9               | 4             | 1      | 4               | 17             | 18               |
| Liga Mistrů UEFA          | 3               | 1             | 1      | 1               | 2              | 2                |
| Celkem                    | 133             | 66            | 35     | 32              | 261            | 166              |